# Glock 18
 (février 2025).
Pour les articles homonymes, voir Glock (homonymie).

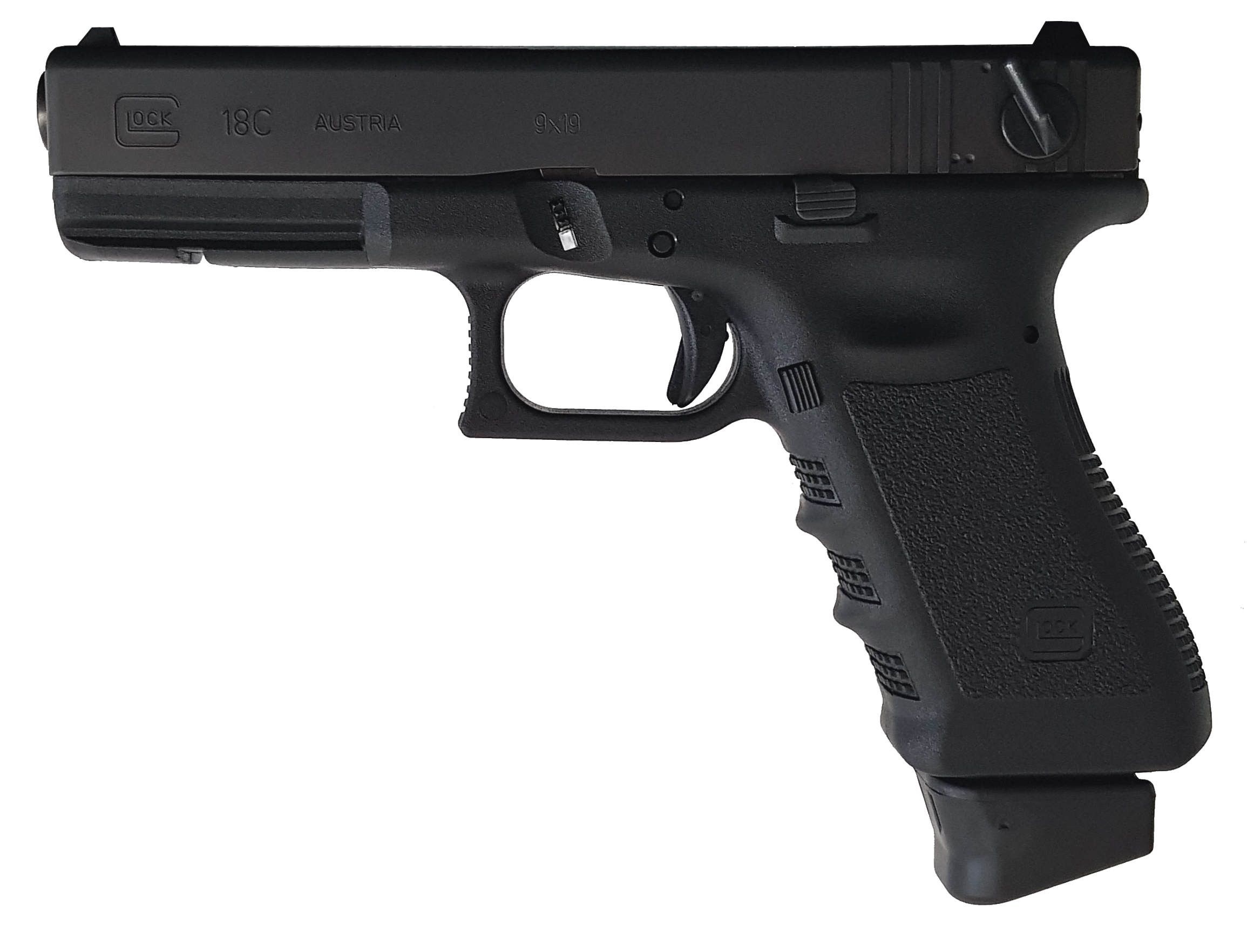
Le Glock 18C avec son canon standard.

Le Glock 18 est un pistolet fabriqué par l'entreprise autrichienne Glock. C'est la version automatique du Glock 17, créée en 1987 à la demande du GEK Cobra.
Ses principaux concurrents parmi les micro-PM sont le Beretta 93R et le Steyr TMP.

## Présentation
Comme le Steyr Pi 80, le Glock 18 (18e brevet de la firme Glock) est chambré en 9 mm Parabellum. Il est doté d'un sélecteur de tir permettant de choisir entre un tir semi-automatique ou automatique, à une cadence de plus de 1 100 coups par minute pour ce dernier mode. Cela fait de lui l'un des plus petits pistolets-mitrailleurs existants.

## Caractéristiques
Le G18 est de couleur noire mate. Il possède des rayures de maintien placées à l'avant et à l'arrière de la crosse, un pontet rectangulaire se terminant en pointe sur sa partie basse et, à l'avant, la hausse et mire fixe.
On trouve le marquage du modèle à l'avant gauche du canon. Celui-ci est compensé. Il est ainsi plus long sur le G18, car prolongé du compensateur, que sur le G18C. Le sélecteur de tir se trouve sur le côté gauche de la carcasse.

## Informations techniques

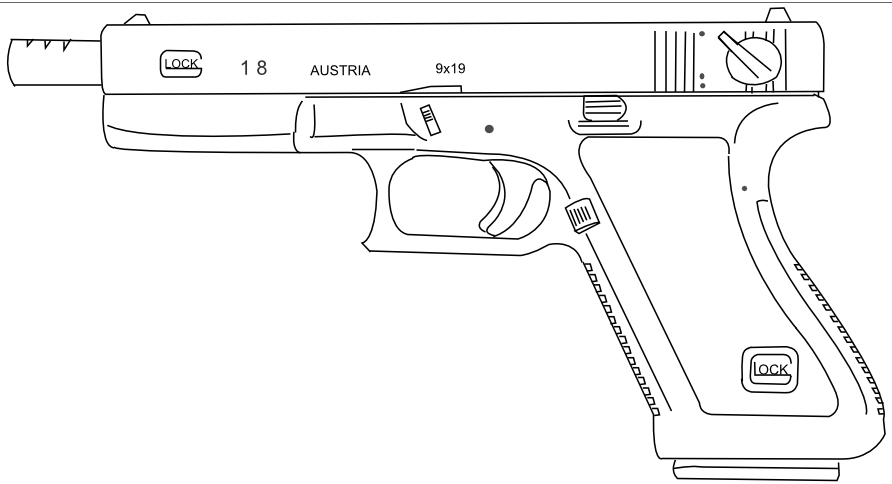
Le Glock 18 d’origine avec son canon long.

- Fonctionnement : simple action et rafale libre
- Munition : calibre 9 × 19 mm Parabellum
- Longueur totale :
  - Glock 18 :22,4 cm
  - Glock 18 C :18,6 cm
- Longueur du canon :
  - Glock 18 :13,4 cm (compensateur non compris)
  - Glock 18 C :11,4 cm
- Capacité du chargeur : 17/19/31/33 cartouches
- Masse de l'arme avec un chargeur vide :
  - Glock 18 : 700 g
  - Glock 18 C : 670 g
- Masse de l'arme avec un chargeur plein :
  - Glock 18 : 900 (17 coups) à 1 180 g (33 coups)
  - Glock 18 C : 875 g (17 coups) à 1 150 g (33 coups)
- Cadence de tir théorique : 1100-1300 coups par minute
- Vitesse initiale du projectile : 330-400 mètres par seconde

## Dans la culture populaire

### Cinéma et télévision
Par sa capacité à tirer en rafale, le Glock 18 apparait souvent au cinéma. Mais, compte tenu de sa rareté, il est souvent remplacé par un Glock 17 modifié pour tirer en rafale. Il arme les gangsters de divers films et séries télévisées.
- Danny the Dog
- Hors limites
- Matrix Reloaded
- New Police Story
- Skyfall
- dans la série Numb3rs

### Jeux vidéo
Le Glock 18 apparaît dans plusieurs jeux vidéo.
- 007: Nightfire
- Battlefield 3, Battlefield 4 et Battlefield Hardline (« G18 »)
- Call of Duty: Modern Warfare 2
- Call of Duty: Modern Warfare 3
- Counter-Strike: Global Offensive
- Counter-Strike 2
- Escape from Tarkov
- Pavlov VR
- PlayerUnknown's Battlegrounds (« P18C »)
- Surviv.io (« Glock 18C »)
- Syphon Filter
- Warface (« Glock 18C»)

### Airsoft
- Comme tous les pistolets Glock, il en existe des répliques Airsoft.